# Egemen Taşboğa
Egemen Taşboğa (* 28. März 1986) ist ein ehemaliger türkischer Eishockeyspieler.

## Karriere
Egemen Taşboğa begann seine Karriere als Eishockeyspieler beim Başkent Yıldızları SK. 2001 wechselte er zum Klub der Polizeiakademie in die türkische Superliga, mit dem er 2004, 2005, 2006, 2008 und 2009 türkischer Landesmeister wurde. 2010 zog es ihn zum Zweitligisten Truva Ankara, mit dem er 2011 in die Superliga aufstieg. 2012 kehrte er zu seinem Stammverein zurück, bei dem er 2013 seine Karriere im Alter von nur 27 Jahren beendete.

### International
Für die Türkei nahm Taşboğa im Juniorenbereich 2001 an der Qualifikation zur Division III der U18-Weltmeisterschaft, den U18-Weltmeisterschaften der Division III 2002, 2003 und 2004 sowie den U20-Weltmeisterschaften der Division III 2003, 2004, 2005 und 2006 teil. Zudem spielte er mit der türkischen Studentenauswahl bei der Winter-Universiade 2011 in Erzurum.
Mit der Herren-Nationalmannschaft spielte der Stürmer bei den Weltmeisterschaften der Division III 2008, 2009, als der Aufstieg in die Division II gelang, und 2011. Außerdem vertrat er seine Farben bei der Olympiaqualifikation für die Winterspiele in Vancouver 2010.

## Erfolge und Auszeichnungen
- 2004 Türkischer Meister mit Polis Akademisi ve Koleji
- 2005 Türkischer Meister mit Polis Akademisi ve Koleji
- 2006 Türkischer Meister mit Polis Akademisi ve Koleji
- 2008 Türkischer Meister mit Polis Akademisi ve Koleji
- 2009 Aufstieg in die Division II bei der Weltmeisterschaft der Division III
- 2009 Türkischer Meister mit Polis Akademisi ve Koleji
- 2011 Aufstieg in die Superliga mit Truva Ankara